# Transport Workers Union of Australia
Die Transport Workers Union of Australia (TWU) (deutsch: Australische Gewerkschaft der Transportarbeiter) organisiert 2011 etwa 90.000 Arbeitnehmer des australischen Straßen-, Flughafentransportwesens, Bus- und Taxiverkehrs und der Abfallwirtschaft. Die Mechaniker dieser Branchen sind in der Australian Manufacturing Workers Union organisiert. 

## Organisationsstruktur
Die Organisationsstruktur basiert auf dem sogenannten Organise-Modell. Dies bedeutet, dass sich die TWU auf breiter Basis um die Gewinnung, Entwicklung und Interessensdurchsetzung ihrer Mitglieder kümmert. Dabei werden vornehmlich Vollzeitbeschäftigte angestellt, die ein starkes Netzwerk bilden sollen, um die Gewerkschaftsarbeit auf eine breite Basis aufzustellen und die Mitglieder umfassend zu informieren und beteiligen. Deshalb ist die TWU in fünf Regional-Bereichen (New South Wales/Australian Capital Territory, Queensland, South Australia, Victoria/Tasmania, Western Australia) aufgestellt. Gegen das Organise-Modell steht gegen das so genannte Service-Modell.
Die TWU ist Mitglied im Australian Council of Trade Unions und in der International Transport Workers’ Federation.

## Geschichte
Ab 1880 gab es vereinzelte kleine Organisationen von Interessensvertretung der Transportarbeiter, beispielsweise der Milchfahrer und weiterer Transportfahrer. Zur Herausbildung einer großen Gewerkschaft war die Transportarbeit mit Pferden in jener Zeit in ihrem Umfang als nachhaltige Arbeit zu gering, spontan und zufällig. 
1906 entstand die erste größere Transportgewerkschaft, die Federated Carters and Drivers' Industrial Union, die als der Vorläufer der TWU gilt. Mit der Entwicklung der australischen Industrie und dem Bau von Automobilen und Lastkraftwagen wurde das motorisierte Transportwesen zu einer Konkurrenz der Eisenbahn. 
1925 beabsichtigten die Federated Carters and Drivers' Industrial Union, Trolley, Draymen and Carters' Union, Motor Transport and Chauffeurs' Association eine neue Gewerkschaft zu gründen, was mit der Amalgamated Road Transport Workers Union gelang, die australienweit im Jahr 1928 registriert wurde. Die weitere Entwicklung der TWU wurde durch die Große Depression und die Arbeitslosigkeit von 1929 bis 1930 aufgehalten.
Nach der Beendigung der Großen Depression wuchsen die Öltransporte durch Australien besonders stark an und es wurden Lastwagenfahrer benötigt. 1937 kam der Flughafentransport hinzu und 1938 wurde der Name in Transport Workers’ Union of Australia geändert.
Während des Zweiten Weltkriegs mussten die Transportarbeiter länger arbeiten und die Fahrer erhielten höhere Zahlungen. Nach dem Ende dieses Krieges wuchs die Transportindustrie weiter an und wurde von den Unternehmen Ansett Australia, TNT, Mayne Nickless, Brambles and Alltrans/Comet dominiert.
In den 1960er Jahren erzielten die LKW-Fahrer nachhaltige Löhne. Die Steuerung und der Betrieb der Kraftfahrzeuge wurde komplizierter, die Frachten schwerer und die Verladung komplizierter. Dies erforderte bessere Ausbildung und die Produktivität stieg an. Aufgrund der Nachfrageentwicklung im Transportwesen waren bis in die 1970er Jahre höhere Lohnzuwächse als in anderen Branchen erzielbar.
Die Rezession 1982–1983 in Australien führte zur Restrukturierung der Transportindustrie und die Transportunternehmen wälzten die Verantwortung und Risiken der Lieferungen auf die Fahrer ab. Zur Kostenreduzierung fand die Computerisierung des Transportwesens und der Logistik statt, die auch Auswirkungen auf die Fahrer hatte. 
1987 fusionierte die TWU mit der Motor Transport and Chauffeurs Association, die für das private Buswesen in Victoria zuständig ist.
Als die konservative Regierung der Liberal Party of Australia von John Howard 1996 an die Macht kam, erließ diese das Workplace Relations Act 1996, das bedeutete, dass auch nicht gewerkschaftliche Lastwagenfahrer beschäftigt werden konnten. Daraufhin sank die Mitgliederanzahl, die erst wieder in 2004 anstieg, als die TWU zahlreiche Kampagnen zur Kooperation mit anderen Gewerkschaften durchführte.